# Scipione l'Africano libera Massiva
Scipione l'Africano libera Massiva è un dipinto di argomento storico risalente al 1719-1721, opera giovanile di Giambattista Tiepolo e si trova nel Walters Art Museum di Baltimora, Stati Uniti d'America.

## Storia
Il dipinto è una delle prime opere conosciute del Tiepolo e preannuncia già la moda per gli argomenti di carattere storico e mitologico di ambientazione romana, tipici del pittore veneziano.
Il committente originario non è conosciuto: si ritiene possa essere il doge Giovanni II Corner, poiché la sua famiglia si vantava di discendere dalla gens Cornelia, a cui anche Scipione apparteneva.
L'opera faceva parte della collezione di Don Marcello Massarenti; fu catalogato nel 1897, anche se le modalità dell'acquisizione sono totalmente ignote. Fu poi acquistato nel 1902 dallo statunitense Henry Walters, che lo lasciò in eredità al Walters Art Museum nel 1931.
Citato in precedenza come Giugurta dinnanzi al console romano oppure Giugurta davanti a Silla il riferimento all'episodio effettivo, e quindi l'attuale titolo, è stato precisato nel 1965 da Klara Garas.

## Descrizione
Raffigura il momento in cui il generale romano Scipione l'Africano, dopo la vittoria di Baecula, libera Massiva, il nipote di Massinissa, capo dei Numidi Massili. L'episodio è ben descritto da Tito Livio.
Qualche anno dopo Massinissa risulterà decisivo per la fine della seconda guerra punica e, fra l'altro, combatterà a Zama al fianco di Scipione.
Il dipinto mostra il generale romano Scipione l'Africano mentre rimprovera il giovane Massiva per aver disobbedito allo zio Massinissa e, quindi, non si era mantenuto a distanza durante la battaglia. Questi non riesce a sostenere lo sguardo di Scipione a causa dell'umiliazione provata.
Scipione è seduto su una posizione elevata ed indossa una armatura dorata ed è  circondato da elementi architettonici tipicamente romani. La presenza dello stato romano è confermata dallo stendardo con la sigla SPQR (il Senato e il popolo di Roma). Massiva indossa anch'egli armatura dorata, ma ha le catene sia ai polsi che alle caviglie ed ha le fattezze di un europeo, che era la prassi convenzionale nel corso del XVIII secolo. In questo dipinto, comunque, Tiepolo dimostra di aveva avuto l'opportunità di studiare a Venezia anche gli esotismi, come si vede nella rappresentazione di un ragazzo africano a sinistra del dipinto, identificato come un servo di Scipione, che viene raffigurato come un paggio contemporaneo.